# Adam Anthony Stratenus
Mr. Adam Anthony Stratenus (Dordrecht, 14 februari 1779 – 's-Gravenhage, 12 december 1836) was een Nederlands politicus.
Stratenus, lid van de familie Stratenus, was een Dordtse politicus die secretaris-generaal van het ministerie van Marine was. Later werd hij tijdelijk minister van datzelfde departement.
Daarna werd hij Staatsraad. 
Hij was de vader van o.a. 
- Anthony Jan Lucas Stratenus (1807-1872), minister van Buitenlandse Zaken in het Kabinet-Thorbecke II
- Lodewijk Willem Arnold Stratenus (1820-1847), door huwelijk heer van Voshol, die 30 juli 1845 in Utrecht trouwde (1) met jkvr. Henriette Johanna Martina Beeldsnijder, vrouwe van Voshol (1827-1903), lid van de familie Beeldsnijder.

- Biografisch Portaal: 44629449
- Digitale Bibliotheek voor de Nederlandse Letteren: stra017
- International Standard Name Identifier: 0000 0003 8895 728X
- Nederlandse Thesaurus van Auteursnamen: 070025851
- Parlement.com: vg09llxxzxxi
- Virtual International Authority File: 282228505
- WorldCat: E39PBJtcHBV7KGdhxcP3hfcQMP